# Спектакуларни Спајдермен
Спектакуларни Спајдермен (енгл. The Spectacular Spider-Man) је америчка анимирана телевизијска серија базирана на Марвеловом суперхероју Спајдермену. Прва епизода је премијерно приказана 8. марта 2008. 